# Beemdgras
Beemdgras (Poa, synoniem: Anthochloa) is een geslacht van ongeveer vijfhonderd soorten uit de grassenfamilie (Poaceae). Het geslacht is vertegenwoordigd in de gematigde streken van de beide halfronden.
Het geslacht omvat zowel eenjarige soorten als vaste planten. De meeste soorten zijn eenhuizig, maar een aantal soorten zijn tweehuizig (aparte mannelijke en vrouwelijke planten). De bladeren zijn smal, gevouwen of plat, soms met haren, en met de afgeplatte basale bladschede of soms verdikte, met een stompe of gekapte bovenkant en vliezige ligula.
In Nederland komen negen soorten voor:
- Smal beemdgras (Poa angustifolia)
- Straatgras (Poa annua)
- Knolbeemdgras (Poa bulbosa)
- Bergbeemdgras (Poa chaixii)
- Plat beemdgras (Poa compressa)
- Schaduwgras (Poa nemoralis)
- Moerasbeemdgras (Poa palustris)
- Veldbeemdgras (Poa pratensis)
- Ruw beemdgras (Poa trivialis)

## Toepassingen
Veel beemdgrassoorten zijn belangrijke weideplanten die veel door grazend vee worden gegeten. Veldbeemdgras (Poa pratensis) is het intensiefst gebruikte koelseizoengras in gazons, sportvelden en golfbanen in de Verenigde Staten. Terwijl het eenjarige Poa annua soms gezien wordt als onkruid.
Sinds de jaren 1950/begin jaren 1960 wordt 90% van het zaad geproduceerd op boerderijen in Idaho, Oregon en Washington.
Sommige Poa-soorten zijn populair in Nieuw-Zeeland voor de toepassing ten behoeve van tuinen en voor landschapsarchitectuur.

## Voedsel voor insecten
De rupsen van vlinders die zich met 'beemdgrassoorten voeden, zijn:
- Cercyonis pegala
- Poanes hobomok
- Poanes zabulon

... · 
P. angustifolia (Smal beemdgras) · 
P. annua (Straatgras) · 
P. bulbosa (Knolbeemdgras) · 
P. chaixii (Bergbeemdgras) · 
P. compressa (Plat beemdgras) · 
P. foliosa · 
P. litorosa · 
P. nemoralis (Schaduwgras of bosbeemdgras) · 
P. novarae · 
P. palustris (Moerasbeemdgras) · 
P. pratensis (Veldbeemdgras) · 
P. trivialis (Ruw beemdgras) · 
...